# 小行星3702
小行星3702（英語：3702 Trubetskaya）是一颗围绕太阳公转的小行星。1970年7月3日，柳德米拉·切爾尼赫在克里米亚发现了此天体。
这颗小行星的绝对星等为254.69487等。